# Штробиндерс, Марцис
Марцис Штробиндерс (латыш. Mārcis Štrobinders; род. 12 июня 1966, Талси) — советский и латвийский легкоатлет, специалист по метанию копья. Выступал за сборные СССР и Латвии по лёгкой атлетике в 1980-х и 1990-х годах, обладатель серебряной медали Игр доброй воли в Санкт-Петербурге, победитель первенств всесоюзного и республиканского значения, участник летних Олимпийских игр в Барселоне.

## Биография
Марцис Штробиндерс родился 12 июня 1966 года в городе Талси Латвийской ССР. Занимался лёгкой атлетикой в Риге, выступал за добровольное спортивное общество «Варпа».
Впервые заявил о себе на международном уровне в сезоне 1985 года, когда вошёл в состав советской сборной и выступил на юниорском европейском первенстве в Котбусе, где в зачёте метания копья занял 13-е место.
В 1986 году в той же дисциплине выиграл серебряную медаль на IX летней Спартакиаде народов СССР в Ташкенте, уступив только харьковчанину Сергею Глебову.
В 1988 году отметился победами на турнирах в Шяуляе, Риге, Киеве.
После распада Советского Союза Штробиндерс ещё долго оставался действующим спортсменом и выступал за латвийскую сборную. Так, в 1992 году благодаря череде успешных выступлений он удостоился права защищать честь страны на летних Олимпийских играх в Барселоне — на предварительном квалификационном этапе метнул копьё на 76,32 метра, чего оказалось недостаточно для выхода в финал.
В июле 1993 года на соревнованиях в Риге превзошёл всех соперников и установил свой личный рекорд в метании копья — 81,78 метра. Принимал участие в чемпионате мира в Штутгарте.
В 1994 году завоевал серебряную награду на Играх доброй воли в Санкт-Петербурге, выступил на чемпионате Европы в Хельсинки.
В 1995 и 1996 годах ещё дважды выигрывал чемпионаты Латвии в метании копья, став таким образом четырёхкратным чемпионом страны.
Завершил спортивную карьеру по окончании сезона 1999 года.
В 2005 году баллотировался кандидатом от Народной партии на муниципальных выборах Талсинского района, но избран не был.
Его сын Роланд Штробиндерс (род. 1992) тоже добился успехов в метании копья, участвовал в Олимпиаде 2016 года в Рио-де-Жанейро.